# 李彦 (平阳县伯)
李彦（？—？），字彦士，梁郡下邑县（今安徽省砀山县）人，北魏、西魏官员。

## 生平
李彦的祖父李先之是北魏淮南郡太守，父亲李静室南青州刺史。
李彦少年时就有志节操守，喜欢学习钦慕古人，受到同乡的敬重和折服。孝昌年间，李彦以奉朝请为起家官，加轻车将军。永熙三年（534年），李彦跟从魏孝武帝入关，兼任著作佐郎，撰修起居注，加宁朔将军，进号冠军将军、中散大夫，升任平东将军、太中大夫。大统初年，李彦出任通直散骑侍郎。大统三年（537年），李彦出任安东将军、银青光禄大夫、太保长史、太傅长史、仪曹郎中、左民郎中。大统十二年（546年），当时尚书省裁减三十六曹改为十二部，李彦改任民部郎中，封平阳县子，食邑三百户。大统十五年（549年），李彦进号中军将军，兼任尚书左丞，兼领选部。西魏大军东征，李彦加持节、大都督、通直散骑常侍，掌管留台事务。西魏废帝初年，李彦出任尚书右丞，又转任尚书左丞。
李彦在尚书任职十五年，当时政权初创，各种事务相当繁杂，李彦认真审视，不曾懈怠。李彦处理事务果断快速，几乎没有迟疑不决的时候。台阁的官员都赞叹李彦的公正勤恳，钦佩他能洞察政事。李彦升任给事黄门侍郎，尚书左丞如故。不久升任车骑大将军、仪同三司，获赐姓宇文氏。朝廷外调李彦担任鄜州刺史。李彦以国家东部没有平复，坚决推辞刺史职任，皇帝诏令同意。李彦出任兵部尚书，加骠骑大将军、开府仪同三司，依然兼任著作郎。西魏恭帝三年（556年），北周六官建立，李彦改任军司马，进爵为伯。
李彦性情谦逊恭敬，有礼节，虽然官位显要，但是在亲族家人之中，态度也是十分恭敬。李彦又是轻财重义，救济他人招引人才，当时的人为此而加以称赞。但是李彦一直多病又任职勤勉，就是病卧在床时也不停处理政务，因此而去世，虚岁四十六，谥号敬。
李彦临终告诫儿子们说：“以前的人用当中挖空的木头做做木匣，用葛和虆打上封条，对下不会影响泉水，对上不会排泄臭气。这实在是我一生的意愿。不过此事过分了一点，恐怕会为当世人讥讽。如今可以用当时的衣服收敛，在瘠薄之地安葬，不需要送葬的物品和仪式。你们一定要记住。”朝廷表示称赞，不违背李彦的意愿。
李彦的儿子李昇明继承爵位，年少就历任显要的官职，大象末年官至太府中大夫、仪同大将军。

## 家庭

### 子女
- 李昇明，北周使持节车骑大将军、仪同三司，隋尚书左丞、司农卿、太府卿、康始渭齐邓兖六州诸军事六州刺史、邹县公

### 孙子女
- 李仁政，隋朝京兆郡长安县县令、邹县公